# Derwentia
Derwentia is een geslacht van uitgestorven temnospondyle Batrachomorpha (basale 'amfibieën'). Het leefde in het Vroeg-Trias (ongeveer 248 miljoen jaar geleden) en zijn fossiele overblijfselen zijn gevonden in Tasmanië (Australië).

## Naamgeving
Derwentia werd voor het eerst benoemd en beschreven in 1974 door John William Cosgriff, op basis van fossiele overblijfselen gevonden op de Old Beach in de Knocklofty-formatie in Tasmanië. De typesoort is Derwentia warreni. De geslachtsnaam verwijst naar de rivier de Derwent. De soortaanduiding eert Anne A. Warren-Howie. 
Het holotype is QM F10121, een schedel. Het topotype is UTGD 88066, een dolkvormig uitsteeksel van de hersenpan. Het paratype is UTGD 87783, een stuk verhemelte.

## Beschrijving
Derwantia staat bekend om enkele fossiele overblijfselen, waaronder ook een kleine schedel van ongeveer negen centimeter lang. Het hele dier moest ongeveer vijftig centimeter lang zijn.
Het bezat kleine scherpe tanden en grote ogen naar het frontale gebied van de schedel. Het oppervlak van het dorsale deel van de schedel was gebocheld en onregelmatig, doordat de afzonderlijke botten een centraal uitsteeksel hadden. In tegenstelling tot de meeste vergelijkbare vormen (rhytidosteïden), had Derwentia ogen aan de voorkant van de schedel, langs de zijkanten, en waren er ook grote tabulaire hoorns.

## Taxonomie
Cosgriff geloofde dat dit dier nauw verwant was aan een andere Australische 'amfibie': Deltasaurus uit het Vroeg-Trias op basis van schedelovereenkomsten, schedelversieringen en zijlijnkanalen. Deze twee dieren behoren tot de rhytidosteïden, een groep temnospondyle 'amfibieën' die typisch is voor het Trias, waarvan er in Australië talrijke vormen bekend zijn. Derwentia werd lange tijd beschouwd als het belangrijkste lid van een familie Derwentiidae, maar latere analyses hebben vastgesteld dat derwentiiden een subgroep van rhytidosteïden waren (Dias da Silva en Marsicano, 2011).